# Aplodactylus etheridgii
Aplodactylus etheridgii är en fiskart som först beskrevs av Ogilby, 1889.  Aplodactylus etheridgii ingår i släktet Aplodactylus och familjen Aplodactylidae. Inga underarter finns listade i Catalogue of Life.